# Amarnska pisma
Amarnska pisma, včasih tudi Amarnska korespondenca ali Amarnske tablice, so arhiv dopisov, napisanih na  glinastih tablicah. Arhiv vsebuje predvsem diplomatske dopise med egipčansko državno pisarno in njenimi predstavniki v Kanananu in Amurruju v obdobju Novega egipčanskega kraljestva.  Pisma so odkrili v Amarni v Gornjem Egiptu, po kateri so dobila ime. Amarna se je v egipčanskem obdobju imenovala Ahet-Aton, kar pomeni Atonovo obzorje. Mesto je v 1350.-1330. letih zgradil faraon Ehnaton iz Osemnajste egipčanske dinastije. Amarnska pisma so za egiptologe zelo neobičajna, ker so večinoma pisana v akadskem klinopisu starodavne Mezopotamije in ne v egipčanskih hieroglifih. Arhiv 382 tablic je pod naslovom  Die El-Amarna-Tafel  leta 1907 in 1915 v dveh zvezkih objavil norveški asirijolog Jørgen Alexander Knudtzon. Od takrat je bilo odkritih še 24 tablic ali fragmentov. Pisma so bila napisana v obdobju največ trideset let.
Amarnska pisma so zelo pomembna za svetopisemske študije in semitsko jezikoslovje, ker osvetljujejo kulturo in jezik kanaanskih ljudstev v predsvetopisemskem obdobju. Pisma so kljub temu, da so pisana v akadščini, krepko obarvana z materinščino piscev, ki so govorili zgodnjo obliko kanaanščine, iz katere sta se razvila hčerinska jezika hebrejščina in feničanščina. Kanaanizmi dajejo pomemben vpogled v  izvorno stanje obeh jezikov nekaj stoletij pred njihovim pojavom.

## Pisma
Večino tablic, pisanih predvsem v akadščini, diplomatskem jeziku tistega časa, so odkrili domačini okoli leta 1887 in jih prodajali na trgu s starinami. Tablice so bile pred odkritjem shranjene s starodavni zgradbi, ki so jo arheologi od takrat imenovali Pisarna faraonove korespondence. Po njenem odkritju se je začela zgradba temeljito raziskovati. Prvi arheolog, ki je odkril še več tablic, e bill Flinders Petrie, ki je v letih 1891 in 1892 našel 21 fragmentov. Émile Chassinat, takrat direktor Francoskega  inštituta za orientalske študije v Kairu, je leta 1903 odkril še dve tablici. Po  Knudtzonovi objavi Amarnskih pisem so v Egiptu in  različnih muzejih odkrili še 24 tablic ali fragmentov. 
Prva skupina tablic, ki so jih odkrili domačini, se je razpršila po muzejih v Nemčiji, Veliki Britaniji, Franciji, Rusiji in Združenih državah Amerike. 202 ali 203 tablice so v Muzeju bližnjeazijskih kutur v Berlinu, 99 v Britanskem muzeju v Londonu, 49 ali 50 v Egipčanskem muzeju v Kairu, 7 v Louvreu v Parizu, 3 v Puškinovem muzeju v Moskvi in ena v Orientalskem inštitutu v Chicagu.
Amarnska pisma vsebujejo bogastvo podatkov o kulturah, kraljestvih, dogodkih in osebnostih obdobja, iz katerega se je ohranilo zelo malo pisnih virov.  V njih  je korespondenca iz obdobja faraona Ehnatona in njegovega predhodnika Amenhotepa III. z več kot  300 diplomatskimi pismi. Razen pisem so na tablicah tudi različna literarna in izobraževalna besedila. Tablice zelo osvetljujejo egipčanske odnose z Babilonijo, Asirijo, Sirijo, Kanaanom in Alašijo (Ciprom) in odnose z Mitanci in Hetiti in so hkrati pomemben pripomoček za preučevanje  zgodovine in kronologije tistega obdobja. Pisma babilonskega kralja Kadašman-Enlila I. so sidro za časovni okvir od Ehnatona do sredine 14. stoletja pr. n. št.  Pisma vsebujejo tudi prvo omembo srednjevzhodne etnične skupine Habiru, ki bi zaradi podobnosti besed in njihove geografske lokacije lahko bili povezani s Hebrejci. Povezava med njimi je vprašljiva in predmet razprav. V pisma so vključeni tudi Tušratta Mitanski, Libaju Šehemski, Abdi-Hema Jeruzalemski in prepirljivi kralj Rib-Hadda Bibloški, ki v več kot 58 pismih prosi Egipčane za vojaško pomoč.  V pismih zahteva predvsem pomoč proti Hetitom na severu in Habiruju na jugu kraljestva.

### Ureditev
Amarnska pisma so politično urejena približno v nasprotni smeri urnega kazalca: 
- 001–014 Babilonija
- 015–016 Asirija
- 017–030 Mitani
- 031–032 Arzava
- 033–040 Alašija
- 041–044 Hati
- 045–380+ Sirija/Libanon/Kanaan

Pisma iz slednje skupine so v grobem razdeljena na 
- 045–067 Sirija
- 068–227 Libanon, od tega  68–140 iz  Guble/Biblosa
- 227–380 Kanaan, napisana večinoma v kanaano-akadskem jeziku

### Seznam
Opomba: številni podatki  so okvirni, črkovanje zelo različno, zato podatki služijo predvsem kot vodilo. 
| EA      | Avtor pisma in prejemnik                               |
| ------- | ------------------------------------------------------ |
| EA 1    | Amenhotep III. babilonskemu kralju Kadašman-Enlilu I.  |
| EA 2    | Babilonski kralj Kadašman-Enlil I. Amenhotepu III.     |
| EA 3    | Babilonski kralj Kadašman-Enlil I. Amenhotepu III.     |
| EA 4    | Babilonski kralj Kadašman-Enlil I. Amenhotepu III.     |
| EA 5    | Amenhotep III. babilonskemu kralju Kadašman-Enlilu I.  |
| EA 6    | Babilonski kralj Burnaburiaš II. Amenhotepu III.       |
| EA 7    | Babilonski kralj Burnaburiaš II. Amenhotepu IV.        |
| EA 8    | Babilonski kralj Burnaburiaš II. Amenhotepu IV.        |
| EA 9    | Babilonski kralj Burnaburiaš II. Amenhotepu IV.        |
| EA 10   | Babilonski kralj Burnaburiaš II. Amenhotepu IV.        |
| EA 11   | Babilonski kralj Burnaburiaš II. Amenhotepu IV.        |
| EA 12   | princesa svojemu vladarju                              |
| EA 13   | Babilon                                                |
| EA 14   | Amenhotep IV. babilonskemu kralju Burnaburiašu II.     |
| EA 15   | Asirski kralj Ašur-ubalit I. Amenhotepu IV.            |
| EA 16   | Asirski kralj Ašur-ubalit I. Amenhotepu IV.            |
| EA 17   | Mitanski kralj Tušratta Amenhotepu III.                |
| EA 18   | Mitanski kralj Tušratta Amenhotepu III.                |
| EA 19   | Mitanski kralj Tušratta Amenhotepu III.                |
| EA 20   | Mitanski kralj Tušratta Amenhotepu III.                |
| EA 21   | Mitanski kralj Tušratta Amenhotepu III.                |
| EA 22   | Mitanski kralj Tušratta Amenhotepu III.                |
| EA 23   | Mitanski kralj Tušratta Amenhotepu III.                |
| EA 24   | Mitanski kralj Tušratta Amenhotepu III.                |
| EA 25   | Mitanski kralj Tušratta Amenhotepu IV.                 |
| EA 26   | Mitanski kralj Tušratta vdovi Tiji                     |
| EA 27   | Mitanski kralj Tušratta Amenhotepu IV.                 |
| EA 28   | Mitanski kralj Tušratta Amenhotepu IV.                 |
| EA 29   | Mitanski kralj Tušratta Amenhotepu IV.                 |
| EA 30   | Mitanski kralj palestinskim kraljem                    |
| EA 31   | Amenhotep III. Arzavi, kralju Tarhundaraba             |
| EA 32   | Arzavi, kralju Tarhundaraba, Amenhotepu III. (?)       |
| EA 33   | Alasijski kralj faraonu (1)                            |
| EA 34   | Alasijski kralj faraonu (2)                            |
| EA 35   | Alasijski kralj faraonu (3)                            |
| EA 36   | Alasijski kralj faraonu (4)                            |
| EA 37   | Alasijski kralj faraonu (5)                            |
| EA 38   | Alasijski kralj faraonu (6)                            |
| EA 39   | Alasijski kralj faraonu (7)                            |
| EA 40   | Alasijski minister egipčanskemu ministru               |
| EA 41   | Hetitski kralj Šupiluliuma Huriju                      |
| EA 42   | Hetitski kralj faraonu                                 |
| EA 43   | Hetitski kralj faraonu                                 |
| EA 44   | Hetitski princ Zi[k]ar faraonu                         |
| EA 45   | Ugaritski kralj Mistu ... faraonu                      |
| EA 46   | Ugaritski kralj ... kralju                             |
| EA 47   | Ugaritski kralj ... kralju                             |
| EA 48   | Ugaritska kraljica ..[h]epa egipčanski kraljici        |
| EA 49   | Ugaritski kralj Niqm-Adda II. faraonu                  |
| EA 50   | gospa svoji priležnici B[i]...                         |
| EA 051  | Nuhaški kralj Adad-Nirari faraonu                      |
| EA 052  | Katna, kralj Akizija, Amenhotepu (1)                   |
| EA 053  | Katna, kralj Akizija, Amenhotepu (2)                   |
| EA 054  | Katna, kralj Akizija, Amenhotepu (3)                   |
| EA 055  | Katna, kralj Akizija, Amenhotepu (4)                   |
| EA 056  | ... kralju                                             |
| EA 057  | ...                                                    |
| EA 058  |                                                        |
| EA 058  | Katihuspa kralju (?) zadnja stran                      |
| EA 059  | Prebivalci Tunipa faraonu                              |
| EA 060  | Amurujski kralj Abdi-Asirta faraonu (1)                |
| EA 061  | Amurujski kralj Abdi-Asirta faraonu (2)                |
| EA 062  | Amurujski kralj Abdi-Asirta Pahanatu                   |
| EA 063  | Amurujski kralj Abdi-Asirta faraonu (3)                |
| EA 064  | Amurujski kralj Abdi-Asirta faraonu (4)                |
| EA 065  | Amurujski kralj Abdi-Asirta faraonu (5)                |
| EA 066  | --- kralju                                             |
| EA 067  | --- kralju                                             |
| EA 068  | Gubalski kralj Rib-Addi faraonu (1)                    |
| EA 069  | Gubalski kralj Rib-Addi egipčanskemu uradniku          |
| EA 070  | Gubalski kralj Rib-Addi faraonu (2)                    |
| EA 071  | Gubal king Rib-Addi Haiaju (?)                         |
| EA 072  | Gubalski kralj Rib-Addi faraonu (3)                    |
| EA 073  | Gubalski kralj Rib-Addi Amanapi (1)                    |
| EA 074  | Gubalski kralj Rib-Addi faraonu (4)                    |
| EA 075  | Gubalski kralj Rib-Addi faraonu (5)                    |
| EA 076  | Gubalski kralj Rib-Addi faraonu (6)                    |
| EA 077  | Gubalski kralj Rib-Addi Amanapi (2)                    |
| EA 078  | Gubalski kralj Rib-Addi faraonu (7)                    |
| EA 079  | Gubalski kralj Rib-Addi faraonu (8)                    |
| EA 080  | Gubalski kralj Rib-Addi faraonu (9)                    |
| EA 081  | Gubalski kralj Rib-Addi faraonu (10)                   |
| EA 082  | Gubalski kralj Rib-Addi Amanapi (3)                    |
| EA 083  | Gubalski kralj Rib-Addi faraonu (11)                   |
| EA 084  | Gubalski kralj Rib-Addi faraonu (12)                   |
| EA 085  | Gubalski kralj Rib-Addi faraonu (13)                   |
| EA 086  | Gubalski kralj Rib-Addi Amanapi (4)                    |
| EA 087  | Gubalski kralj Rib-Addi Amanapi (5)                    |
| EA 088  | Gubalski kralj Rib-Addi faraonu (14)                   |
| EA 089  | Gubalski kralj Rib-Addi faraonu (15)                   |
| EA 090  | Gubalski kralj Rib-Addi faraonu (16)                   |
| EA 091  | Gubalski kralj Rib-Addi faraonu (17)                   |
| EA 092  | Gubalski kralj Rib-Addi faraonu (18)                   |
| EA 093  | Gubalski kralj Rib-Addi Amanapi (6)                    |
| EA 094  | Gubalski uradnik faraonu                               |
| EA 095  | Gubalski kralj načelniku                               |
| EA 096  | Načelnik Rib-Addiju                                    |
| EA 097  | Iapah-Addi Sumu-Hadiju                                 |
| EA 098  | Iapah-Addi Ianhamuju                                   |
| EA 099  | Faraon princu Ammiji (?)                               |
| EA 100  | Ljudstvo Irkata                                        |
| EA 1001 | Tagi Lab-Aju                                           |
| EA 101  | Gubalski uradnik egipčanskemu uradniku                 |
| EA 102  | Gubalski kralj Rib-Addi [Ianha]m[u]ju                  |
| EA 103  | Gubalski kralj Rib-Addi faraonu (19)                   |
| EA 104  | Gubalski kralj Rib-Addi faraonu (20                    |
| EA 105  | Gubalski kralj Rib-Addi faraonu (21)                   |
| EA 106  | Gubalski kralj Rib-Addi faraonu (22)                   |
| EA 107  | Gubalski kralj Rib-Addi faraonu (23)                   |
| EA 108  | Gubalski kralj Rib-Addi faraonu (24)                   |
| EA 109  | Gubalski kralj Rib-Addi faraonu (25)                   |
| EA 110  | Gubalski kralj Rib-Addi faraonu (26)                   |
| EA 111  | Gubalski kralj Rib-Addi faraonu (27)                   |
| EA 112  | Gubalski kralj Rib-Addi faraonu (28)                   |
| EA 113  | Gubal king Rib-Addi egipčanskemu uradniku              |
| EA 114  | Gubalski kralj Rib-Addi faraonu (29)                   |
| EA 115  | Gubalski kralj Rib-Addi faraonu (30)                   |
| EA 116  | Gubalski kralj Rib-Addi faraonu (31)                   |
| EA 117  | Gubalski kralj Rib-Addi faraonu (32)                   |
| EA 118  | Gubalski kralj Rib-Addi faraonu (33)                   |
| EA 119  | Gubalski kralj Rib-Addi faraonu (34)                   |
| EA 120  | Gubalski kralj Rib-Addi faraonu (35)                   |
| EA 121  | Gubalski kralj Rib-Addi faraonu (36)                   |
| EA 122  | Gubalski kralj Rib-Addi faraonu (37)                   |
| EA 123  | Gubalski kralj Rib-Addi faraonu (38)                   |
| EA 124  | Gubalski kralj Rib-Addi faraonu (39)                   |
| EA 125  | Gubalski kralj Rib-Addi faraonu (40)                   |
| EA 126  | Gubalski kralj Rib-Addi faraonu (41)                   |
| EA 127  | Gubalski kralj Rib-Addi faraonu (42)                   |
| EA 128  | Gubalski kralj Rib-Addi faraonu (43)                   |
| EA 129  | Gubalski kralj Rib-Addi faraonu (44)                   |
| EA 129  | Gubalski kralj Rib-Addi faraonu (45)                   |
| EA 130  | Gubalski kralj Rib-Addi faraonu (46)                   |
| EA 131  | Gubalski kralj Rib-Addi faraonu (47)                   |
| EA 132  | Gubalski kralj Rib-Addi faraonu (48)                   |
| EA 133  | Gubalski kralj Rib-Addi faraonu (49)                   |
| EA 134  | Gubalski kralj Rib-Addi faraonu (50)                   |
| EA 135  | Gubalski kralj Rib-Addi faraonu (51)                   |
| EA 136  | Gubalski kralj Rib-Addi faraonu (52)                   |
| EA 137  | Gubalski kralj Rib-Addi faraonu (53)                   |
| EA 138  | Gubalski kralj Rib-Addi faraonu (54)                   |
| EA 139  | Ilirabih in Biblos faraonu (1)                         |
| EA 140  | Ilirabih in Biblos faraonu (2)                         |
| EA 141  | Bejrutski kralj Amunira faraonu (1)                    |
| EA 142  | Bejrutski kralj Amunira faraonu (2)                    |
| EA 143  | Bejrutski kralj Amunira faraonu (3)                    |
| EA 144  | Zidonski kralj Zimridi faraonu                         |
| EA 145  | [Z]imrid[a] uradniku                                   |
| EA 146  | Tirski kralj Abi-Milki faraonu (1)                     |
| EA 147  | Tirski kralj Abi-Milki faraonu (2)                     |
| EA 148  | Tirski kralj Abi-Milki faraonu (3)                     |
| EA 149  | Tirski kralj Abi-Milki faraonu (4)                     |
| EA 150  | Tirski kralj Abi-Milki faraonu (5)                     |
| EA 151  | Tirski kralj Abi-Milki faraonu (6)                     |
| EA 152  | Tirski kralj Abi-Milki faraonu (7)                     |
| EA 153  | Tirski kralj Abi-Milki faraonu (8)                     |
| EA 154  | Tirski kralj Abi-Milki faraonu (9)                     |
| EA 155  | Tirski kralj Abi-Milki faraonu (10)                    |
| EA 156  | Amurrujski kralj Aziru faraonu (1)                     |
| EA 157  | Amurrujski kralj Aziru faraonu (2)                     |
| EA 158  | Amurrujski kralj Aziru gipčanskemu uradniku Duduju (1) |
| EA 159  | Amurrujski kralj Aziru faraonu (3)                     |
| EA 160  | Amurrujski kralj Aziru faraonu (4)                     |
| EA 161  | Amurrujski kralj Aziru faraonu (5)                     |
| EA 162  | Faraon kralju Aziruju                                  |
| EA 163  | Faraon ...                                             |
| EA 164  | Amurrujski kralj Aziri gipčanskemu uradniku Duduju (2) |
| EA 165  | Amurrujski kralj Aziri faraonu (6)                     |
| EA 166  | Amurrujski kralj Aziri Haiu (1)                        |
| EA 167  | Amurrujski kralj Aziri Haiu (2) ?                      |
| EA 168  | Amurrujski kralj Aziri faraonu (7)                     |
| EA 169  | Azirijev sin egipčanskemu uradniku                     |
| EA 170  | Ba-Aluia in Battiilu                                   |
| EA 171  | Azirijev sin faraonu                                   |
| EA 172  | ---                                                    |
| EA 173  | ... kralju                                             |
| EA 174  | Bieri Hasabujski                                       |
| EA 175  | Ildaja Hazijsi kralju                                  |
| EA 176  | Abdi-Risa                                              |
| EA 177  | Guddasuna kralj Jamiutaja                              |
| EA 178  | Hibija načelniku                                       |
| EA 179  | ... kralju                                             |
| EA 180  | ... kralju                                             |
| EA 181  | ... kralju                                             |
| EA 182  | Mitanski kralj Šuttarna II. faraonu (1)                |
| EA 183  | Mitanski kralj Šuttarna II. faraonu (2)                |
| EA 184  | Mitanski kralj Šuttarna II. faraonu (3)                |
| EA 185  | Majarzanski kralj Hazi kralju (1)                      |
| EA 186  | Majarzanski kralj Hazi kralju (2)                      |
| EA 187  | Satija ... kralju                                      |
| EA 188  | ... kralju                                             |
| EA 189  | Kadeški guverner Etakkama                              |
| EA 190  | Faraon kadeškemu guvernerju Etakkami (?)               |
| EA 191  | Arzavski kralj Ruhiza kralju (1)                       |
| EA 192  | Arzavski kralj Ruhiza kralju (2)                       |
| EA 193  | Dijate kralju                                          |
| EA 194  | Damaščanski guverner Birjavaza kralju (1)              |
| EA 195  | Damaščanski guverner Birjavaza kralju (2)              |
| EA 196  | Damaščanski guverner Birjavaza kralju (3)              |
| EA 197  | Damaščanski guverner Birjavaza kralju (4)              |
| EA 198  | Kumidijski kralj Arahattu kralju                       |
| EA 199  | ... kralju                                             |
| EA 200  | Služabnik kralju                                       |
| EA 2001 |                                                        |
| EA 2002 |                                                        |
| EA 201  | Artemanja Ziribasanski kralju                          |
| EA 202  | Amajase kralju                                         |
| EA 203  | Abdi-Milki Sašimski                                    |
| EA 204  | Princ Qanuja kralju                                    |
| EA 205  | Princ Gubbu kralju                                     |
| EA 206  | Zazibski princ kralju                                  |
| EA 207  | Ipteh ... kralju                                       |
| EA 208  | ... egipčanskemu uradniku ali kralju                   |
| EA 209  | Zisamimi kralju                                        |
| EA 210  | Zisamimi Amenhotep IV.                                 |
| EA 2100 | Karkemiški kralj Ugaritskemu kralju Asukvariju         |
| EA 211  | Zitrijara kralju (1)                                   |
| EA 2110 | Eviri-Šar Plsiju                                       |
| EA 212  | Zitrijara kralju (2)                                   |
| EA 213  | Zitrijara kralju (3)                                   |
| EA 214  | ... kralju                                             |
| EA 215  | Baiava kralju (1)                                      |
| EA 216  | Baiava kralju (2)                                      |
| EA 217  | A[h]... kralju                                         |
| EA 218  | ... kralju                                             |
| EA 219  | ... kralju                                             |
| EA 220  | Nukurtua (?) [Z]unu kralju                             |
| EA 221  | Viktazu kralju (1)                                     |
| EA 222  | Faraon Intrarudi                                       |
| EA 222  | Viktazu kralju (2)                                     |
| EA 223  | Enguta kralju                                          |
| EA 224  | Sum-Adda Šamhunski kralju                              |
| EA 225  | Sum-Adda Šamhunski kralju                              |
| EA 226  | Sipturi … kralju                                       |
| EA 227  | Hazor kralju                                           |
| EA 228  | Hazorski kralj Abdi-Tirsi                              |
| EA 229  | Abdi-na-... kralju                                     |
| EA 230  | Iama kralju                                            |
| EA 231  | ... kralju                                             |
| EA 232  | Akonski kralj Zurata faraonu                           |
| EA 233  | Akonski kralj Zatatna faraonu (1)                      |
| EA 234  | Akonski kralj Zatatna faraonu (2)                      |
| EA 235  | Zatatna kralju                                         |
| EA 236  | ... kralju                                             |
| EA 237  | Bajadi kralju                                          |
| EA 238  | Bajadi                                                 |
| EA 239  | Baduzana                                               |
| EA 240  | ... kralju                                             |
| EA 241  | Rusmania kralju                                        |
| EA 242  | Megidski kralj Biridija faraonu (1)                    |
| EA 243  | Megidski kralj Biridija faraonu (2)                    |
| EA 244  | Megidski kralj Biridija faraonu (3)                    |
| EA 245  | Megidski kralj Biridija faraonu (4)                    |
| EA 246  | Megidski kralj Biridija faraonu (5)                    |
| EA 247  | Megidski kralj Biridija ali Jasdata                    |
| EA 248  | Jasdata kralju                                         |
| EA 248  | Megidski kralj Biridija faraonu (6)                    |
| EA 249  |                                                        |
| EA 249  | Addu-Ur-sag kralju                                     |
| EA 250  | Addu-Ur-sag kralju                                     |
| EA 2500 | Šehem                                                  |
| EA 251  | ... egipčanskemu uradniku                              |
| EA 252  | Labaja kralju                                          |
| EA 253  | Labaja kralju                                          |
| EA 254  | Labaja kralju                                          |
| EA 255  | Mut-Balu ali Mut-Bahlum kralju                         |
| EA 256  | Mut-Balu Ianhamu                                       |
| EA 257  | Balu-Mihir kralju (1)                                  |
| EA 258  | Balu-Mihir kralju (2)                                  |
| EA 259  | Balu-Mihir kralju (3)                                  |
| EA 260  | Balu-Mihir kralju (4)                                  |
| EA 261  | Dasru kralju (1)                                       |
| EA 262  | Dasru kralju (2)                                       |
| EA 263  | ... gospodarju                                         |
| EA 264  | Gezerski vodja Tagi faraonu (1)                        |
| EA 265  | Gezerski vodja Tagi faraonu (2)                        |
| EA 266  | Gezerski vodja Tagi faraonu (3)                        |
| EA 267  | Gezerski guverner Milkili faraonu (1)                  |
| EA 268  | Gezerski guverner Milkili faraonu (2)                  |
| EA 269  | Gezerski guverner Milkili faraonu (3)                  |
| EA 270  | Gezerski guverner Milkili faraonu (4)                  |
| EA 271  | Gezerski guverner Milkili faraonu (5)                  |
| EA 272  | Sum. .. kralju                                         |
| EA 273  | Ba-Lat-Nese kralju (1)                                 |
| EA 274  | Ba-Lat-Nese kralju (2)                                 |
| EA 275  | Iahazibada kralju (1)                                  |
| EA 276  | Iahazibada kralju (2)                                  |
| EA 277  | Kiltu, kralj Suvardata, faraonu (1)                    |
| EA 278  | Kiltu, kralj Suvardate, faraonu (2)                    |
| EA 279  | Kiltu, kralj Suvardate, faraonu (3)                    |
| EA 280  | Kiltu, kralj Suvardate, faraonu (3)                    |
| EA 281  | Kiltu, kralj Suvardate, faraonu (4)                    |
| EA 282  | Kiltu, kralj Suvardate, faraonu (5)                    |
| EA 283  | Kiltu, kralj Suvardate, faraonu (6)                    |
| EA 284  | Kiltu, kralj Suvardate, faraonu (7)                    |
| EA 285  | Jeruzalemski kralj Abdi-Hiba faraonu                   |
| EA 286  | Jerusalemski kralj Abdi-Hiba faraonu                   |
| EA 287  | Jerusalemski kralj Abdi-Hiba faraonu                   |
| EA 288  | Jerusalemski kralj Abdi-Hiba faraonu                   |
| EA 289  | Jerusalemski kralj Abdi-Hiba faraonu                   |
| EA 290  | Jerusalemski kralj Abdi-Hiba faraonu                   |
| EA 290  | Kiltu, kralj Suvardate, faraonu                        |
| EA 291  | ... ...                                                |
| EA 292  | Gezer, guverner Addudanija faraonu (1)                 |
| EA 293  | Gezer, guverner Addudanija faraonu (2)                 |
| EA 294  | Gezer, guverner Addudanija faraonu (3)                 |
| EA 295  | Gezer, guverner Addudanija faraonu (4)                 |
| EA 296  | Iahtiri, kralj Gaze                                    |
| EA 297  | Gezer, guverner Iapahija faraonu (1)                   |
| EA 298  | Gezer, guverner Iapahija, faraonu (2)                  |
| EA 299  | Gezer, guverner Iapahija, faraonu (3)                  |
| EA 300  | Gezer, guverner Iapahija, faraonu (4)                  |
| EA 301  | Subandu kralju (1)                                     |
| EA 302  | Subandu kralju (2)                                     |
| EA 303  | Subandu kralju (3)                                     |
| EA 304  | Subandu kralju (4)                                     |
| EA 305  | Subandu kralju (5)                                     |
| EA 306  | Subandu kralju (6)                                     |
| EA 307  | ... kralju                                             |
| EA 308  | ... kralju                                             |
| EA 309  | ... kralju                                             |
| EA 310  | ... kralju                                             |
| EA 311  | ... kralju                                             |
| EA 312  | ... kralju                                             |
| EA 313  | ... kralju                                             |
| EA 314  | Jursa, kralj Pu-Ba-Luja, faraonu (1)                   |
| EA 315  | Jursa, kralj Pu-Ba-Luja faraonu (2)                    |
| EA 316  | Jursa, kralj Pu-Ba-Luja faraonu                        |
| EA 317  | Dagantakala kralju (1)                                 |
| EA 318  | Dagantakala kralju (2)                                 |
| EA 319  | Ahtirumna, kralj Zurasarja, kralju                     |
| EA 320  | Aškelonski kralj Jidia faraonu (1)                     |
| EA 321  | Aškelonski kralj Jidia faraonu (2)                     |
| EA 322  | Aškelonski kralj Jidia faraonu (3)                     |
| EA 323  | Aškelonski kralj Jidia faraonu (4)                     |
| EA 324  | Aškelonski kralj Jidia faraonu (5)                     |
| EA 325  | Aškelonski kralj Jidia faraonu (6)                     |
| EA 326  | Aškelonski kralj Jidia faraonu (7)                     |
| EA 327  | ... kralju                                             |
| EA 328  | Lakis, guverner Iabniiluja faraonu                     |
| EA 329  | Lakiš kralj Zimridi faraonu                            |
| EA 330  | Lakiški guverner Sipti-Ba-Lu faraonu (1)               |
| EA 331  | Lakiški guverner Sipti-Ba-Lu faraonu (2)               |
| EA 332  | Lakiški guverner Sipti-Ba-Lu faraonu (3)               |
| EA 333  | Ebi princu                                             |
| EA 334  | ---dih Zuhruški [-?] kralju                            |
| EA 335  | --- Zuhruški kralju                                    |
| EA 336  | Hiziri kralju (1)                                      |
| EA 337  | Hiziri kralju (2)                                      |
| EA 338  | Zi. .. kralju                                          |
| EA 339  | ... kralju                                             |
| EA 340  | ...                                                    |
| EA 341  | ...                                                    |
| EA 342  | ...                                                    |
| EA 356  | Mit o Adapi in Južnem vetru                            |
| EA 357  | Mit o Ereskigalu in Nergalu                            |
| EA 358  | Fragmenti mita                                         |
| EA 359  | Mitska pesnitev o Kralju bitke                         |
| EA 360  | ...                                                    |
| EA 361  | ...                                                    |
| EA 362  | ...                                                    |
| EA 363  | Abdi-Riša faraonu                                      |
| EA 364  | Aiab kralju                                            |
| EA 365  | Megidski kralj Biridija faraonu                        |
| EA 366  | ...                                                    |
| EA 367  | Faraon Endaruti Akšapskemu                             |
| EA 378  | Japahu Gezerski faraonu                                |
| EA xxx  | Amenhotep III. Milkiliju                               |
| H 3100  | Tell el-Hesi                                           |
| P 3200  | Pellski princ Mut-Balu Janhamuju                       |
| P 3210  | Levja gospa kralju                                     |
| T 3002  | Amenhotep Revaškemu kralju Taanahu                     |
| T 3005  | Amenhotep Taanaškemu kralju Revasi                     |
| T 3006  | Amenhotep Taanaškemu kralju Revasi                     |
| U 4001  | Ugaritski kralj Nikmadu II.                            |

### Kronologija
William L. Moran je stanje kronologije Amarnskih pisem  opisal takole:
Kronologija Amarnskih pisem, tako relativna kot absolutna,  kljub dolgoletnim raziskavam povzroča veliko težav. Soglasje je doseženo samo o tistem, kar je očitno, se pravi o določenih dejstvih, vendar to zagotavlja samo grob okvir, znotraj katerega mnogo avtorjev pogosto in povsem različno rekonstruira potek dogodkov. Amarnski arhiv, o tem so mnenja na splošno enotna, zajema največ trideset let dolgo obdobje, morda samo kakšnih petnajst.
Najzgodnejši mogoč datum korespondence je zadnje desetletje vladanja Amenhotepa III., ki je vladal od 1388 do 1351 ali  1391 do 1353 pr. n. št. Najzgodnejši datum je morda njegovo 30. vladarsko leto. Najkasnejši datum Amarnskih pisem je opustošenje Amarne, za katerega na splošno velja, da se je zgodilo v drugem Tutankamonovem vladarskem letu (1332 pr. n. št.). Moran omenja, da so nekateri avtorji prepričani, da bi tablica EA 16 lahko bila naslovljena na Tutankanomovega naslednika Aja. Ta domneva zgleda neverjetna, ker so se Amarnski  arhivi po drugem letu Tutankamonovega vladanja zaprli zaradi selitve prestolnice kraljestva iz Amarne v Tebe.